# Ruff i Reddy
Ruff i Reddy (ang. The Ruff & Reddy Show) – amerykański serial animowany wyprodukowany w 1957 roku.
Jego autorami byli William Hanna i Joseph Barbera. Była to pierwsza kreskówka wyprodukowana przez Hanna-Barbera Studio. Głównymi bohaterami są kot Ruff i pies Reddy.

## Spis odcinków

### Seria pierwsza
1. (1) Noc uciekającego strachu (Night Flight Fright)
2. (2) Planeta Piratów (Planet Pirates)
3. (3) Łamma Bamma Gamma Pistolet (The Whamma Bamma Gamma Gun)
4. (4) Hokus Pokus Fokus (Hocus Pocus Focus)
5. (5) Szalony potwór z Mini Muli (The Mad Monster of Muni Mula)
6. (6) Mistrzowska pamięć z Mini Muli (The Mastermind of Mini Mula)
7. (7) Cechy przerażającej kreatury (Creepy Creature Feature)
8. (8) Zamieszanie na Mini Muli (Mini Mula Mix-up)
9. (9) Przerażająca kreatura (The Creepy Creature)
10. (10) Niespodzianka w niebiosach (Surprise In The Skies)
11. (11) Przepychanki w chmurach (Crowds In The Clouds)
12. (12) Rakietowy ratunek Reedy'ego (Reddy's Rocket Rescue)
13. (13) Niebezpieczeństwo strażnika rakiet (Rocket Ranger Danger)

### Seria druga
1. (14) Różowa Szpilka mierzy Pachydermę (Pinky the Pint Sized Pachyderm)
2. (15) Ostatnia podróż statku duchów (Last Trip Of A Ghost Ship)
3. (16) Zły Pirat (The Irate Pirate)
4. (17) Strach dynamitu (Dynamite Fright)
5. (18) Porzucony w Tajfunowej Lagunie (Marooned In Typhoon Lagoon)
6. (19) Potworne safari Harry'ego (Scarey Harry Safari)
7. (20) Zdenerwowanie dżungli (Jungle Jitters)
8. (21) Spartaczyć w dżungli (Bungle In The Jungle)
9. (22) Mila Krokodyli (Miles Of Crocodiles)
10. (23) Podkradanie do głębin (A Creep In The Deep)
11. (24) Zmowa gorących strzałów (Hot Shot's Plot)
12. (25) Przeznaczenie z mroku (The Gloom of Doom)
13. (26) Pułapka Trapera (The Trapped Trap the Trapper)

### Seria trzecia
1. (27) Zachodni Ho Ho Ho (Westward Ho Ho Ho)
2. (28) Mały strach w świetle Księżyca (A Slight Fright on a Moonlight Night)
3. (29) Zasnąć momentalnie z podkradającymi się złodziejskimi owcami (Asleep While a Creep Steals Sheep)
4. (30) Zaaresztowany przez Koptera (Copped by a Copter)
5. (31) Dwójka strasznych nastolatków z Teksasu (The Two Terrible Twins from Texas)
6. (32) Zabójca i Diler wewnątrz Czilera w Thillerze (Killer and Diller in a Chiller of a Thiller)
7. (33) Przyjaciel do końca (A Friend to the End)
8. (34) Pięty na kołach (Heels on Wheels)
9. (35) Helikopter łapie robaki (The Whirly Bird Catches the Worms)
10. (36) Kierownik podwójnego Krzyża (The Boss of Double Cross)
11. (37) Statek kształtów owcy (Ship Shape Sheep)
12. (38) Rutin Racja Tutin (Rootin'Tootin'Shootin)
13. (39) Gorący lider dla Gorącej Głowy (Hot Lead for a Hot Head)

### Seria czwarta
1. (40) Skarb Dublonowej Laguny (The Treasure of Doubloon Lagoon)
2. (41) Po omacku iść w dół poniżej (Blunder Down Under)
3. (42) Tajemnica metalowego potwora (The Metal Monster Mystery)
4. (43) Dawne, dawne kawałki Ósemki (The Late, Late Pieces of Eight)
5. (44) Bandyci z Dublonowej Laguny (The Goon of Doubloon Lagoon)
6. (45) Dwóch Dubbingatorów w zastępstwie (Two Dubs in a Sub)
7. (46) Duża okazja z małą foką (Big Deal with a Small Seal)
8. (47) Szczerze bystra łódź podwodna (A Real Keen Submarine)
9. (48) Bez nadziei dla narkotyków na peryskopie (No Hope for a Dope on a Periscope)
10. (49) Ratunek w niebieskich głębiach (Rescue in the Deep Blue)
11. (50) Wieloryb w opowieści w ogonie w wielorybie (A Whale of a Tale of a Tail of a Whale)
12. (51) Witajcie goście na kufrze skarbów (Welcome Guest in a Treasure Chest)
13. (52) Dzbanek strzałów dotyka gorącego strzału w gorącej ranie (Pot Shot Puts Hot Shot on a Hot Spot)